# Sołectwo
Ein Sołectwo [sɔˈwɛt͡stfɔ]ⓘ (deutsch Schulzenamt) ist eine der Gmina (Gemeinde) untergeordnete Verwaltungseinheit in Polen. Üblicherweise ist diese Verwaltungsform in ländlichen Regionen anzutreffen, aber auch Städte können über ein oder mehrere Schulzenämter verfügen. Dazu gehört in der Regel mindestens ein Dorf, häufig sind mehrere Dörfer zu einem Schulzenamt zusammengeschlossen. Zum 31. Dezember 2009 gab es in Polen 40.461 Schulzenämter. Die entsprechenden Verwaltungseinheiten in Städten heißen Dzielnica ((Stadt-)Bezirk) oder Osiedle (Siedlung).
Dem Sołectwo steht der Sołtys (Schultheiß) vor, welchem eine Rada Sołecka (Dorfrat) zur Seite steht. Beide Institutionen werden von den Einwohnern des Schulzenamtes in geheimer Abstimmung gewählt.

## Aufgaben
Zu den Aufgaben des Schulzenamtes gehören:
- die Zusammenarbeit mit lokalen Organisationen
- Aktivitäten zur Stärkung der Familie und Kultur
- Organisation der Freizeitbeschäftigung für Kinder und Jugendliche
- Maßnahmen für Sicherheit und öffentliche Ordnung
- Zusammenarbeit mit den zuständigen Behörden für die Bereiche Hygiene, Brandschutz und Sicherheit
- Entscheidungen über die Nutzung des sich auf dem Gebiet des Schulzenamtes befindenden Eigentums der Gemeinde
- Festlegen von Richtung, Umfang und Form kommunaler Aufgaben
- Wartung und Reparatur kommunaler Einrichtungen.

Weiterhin wirken die Schulzenämter mit bei Entscheidungen der Gemeinde zu Entwicklungsplänen für das Schulzenamt, Investitionen, Reparatur und Instandhaltung von öffentlichen Infrastruktureinrichtungen.